# Hreșceate, Reșetîlivka
Hreșceate (în ucraineană Хрещате) este un sat în comuna Kalenîkî din raionul Reșetîlivka, regiunea Poltava, Ucraina.

## Demografie
Componența lingvistică a localității Hreșceate
     Ucraineană (96,56%)
     Rusă (3,44%)
Conform recensământului din 2001, majoritatea populației localității Hreșceate era vorbitoare de ucraineană (96,56%), existând în minoritate și vorbitori de rusă (3,44%).